# Fort Okanagan
Le fort Okanagan, plus couramment le fort Okanogan, est fondé par les commerçants de fourrures de la Pacific Fur Company de John Jacob Astor en 1811. Il est alors situé à la confluence de la rivière Okanagan et du fleuve Columbia dans le Nord-Ouest des États-Unis.

## Histoire
Le fort est la première implantation américaine dans ce qui est aujourd'hui l'État de Washington. Cependant, le fort passe rapidement sous le contrôle de la Compagnie du Nord-Ouest en 1813 après la revente des activités de la Pacific Fur Company. La Compagnie du Nord-Ouest fusionnera par la suite avec la Compagnie de la Baie d'Hudson.

Le fort Okanogan peint par John Mix Stanley en 1853.

Le fort deviendra un important lieu de passage pour la compagnie pour envoyer les fourrures jusque Londres en passant par la baie d'Hudson.
En 1846, lorsque le traité de l'Oregon est signé pour arrêter le conflit entre les Américains et les Anglais sur le partage de l'Oregon Country, la Compagnie de la Baie d'Hudson est autorisée à continuer à employer le fort.
Le fort est abandonné en 1860 alors que le commerce de fourrures diminuait dans la région. Le site du fort est inondé en 1967 lors de la construction du barrage Wells sur le Columbia qui créa le lac Pateros.
Le parc d'État du Fort Okanogan (Fort Okanogan State Park) domine le site du fort et le fleuve. Il abrite un musée montrant ce qui se passait dans le fort lorsqu'il était en activité.